# Blairstown (Missouri)
Blairstown – miasto w Stanach Zjednoczonych, w stanie Missouri, w hrabstwie Henry.